# Lomagramma matthewii
Lomagramma matthewii là một loài thực vật có mạch trong họ Lomariopsidaceae. Loài này được (Ching) Holttum mô tả khoa học đầu tiên năm 1937.